# 3x + 1半群

在代數學中，3x + 1半群是所有正有理數形成的乘法半群中一個特殊的子半群。這個半群生成集裡的元素和尚未解決的考拉茲猜想中涉及的數列有關。
3x + 1半群曾經被用以證明考拉茲猜想一個較弱的形式。事實上正是因為如此，H. Farkas才會在2005年提出這個概念。
3x + 1半群大部分的推廣形式都已被構造並研究過了。

## 定義
3x + 1半群是一個由正有理數形成的乘法半群，並由集合
{\displaystyle \{2\}\cup \left\{{\frac {2k+1}{3k+2}}:k\geq 0\right\}=\left\{2,{\frac {1}{2}},{\frac {3}{5}},{\frac {5}{8}},{\frac {7}{11}},\ldots \right\}}
生成。
函數T : Z → Z被定義為考拉茲猜想的簡化版本：
{\displaystyle T(n)={\begin{cases}{\frac {n}{2}}&{\text{如 果 }}n{\text{ 是 偶 數 }}\\[4px]{\frac {3n+1}{2}}&{\text{如 果 }}n{\text{ 是 奇 數 }}\end{cases}}}
考拉茲猜想斷言對每個正整數n，總是可以透過重複迭代T的方式將n映射到1。換句話說，總是存在一個整數k使得T(k)(n) = 1。
舉例來說：若n = 7，則對k = 1, 2, 3,...，T(k)(n)的值就是11, 17, 26, 13, 20, 10, 5, 8, 4, 2, 1，當中T(11)(7) = 1。
3x + 1半群和考拉茲猜想的關聯在於，3x + 1半群也能由集合
{\displaystyle \left\{{\dfrac {n}{T(n)}}:n>0\right\}}
生成。

## 弱考拉茲猜想
弱考拉茲猜想斷言，3x + 1半群包含了所有的正整數。
這個猜想由Farkas提出，並因為3x + 1半群本身的性質（如下）而被證明為真：
若b ≠ 0 (mod 3)，則3x + 1半群等價於正有理數a/b的集合。特別的，3x + 1半群也會包含所有正整數。

## 野蠻半群
由集合
{\displaystyle \left\{{\frac {1}{2}}\right\}\cup \left\{{\frac {3k+2}{2k+1}}:k\geq 0\right\},}
或集合
{\displaystyle \left\{{\frac {T(n)}{n}}:n>0\right\},}
生成的半群稱作野蠻半群。野蠻半群裡的整數m皆滿足m ≠ 0 (mod 3)。